# 가토 다이스케 (축구 선수)
가토 다이스케(일본어: 加藤 大育, 1998년 10월 6일~)는 일본의 축구 선수이다.

## 구단 경력
그는 2021년 일본 지역 리그의 브리오베카 우라야스에 입단했고, 2년동안 팀에서 뛰었다. 2023년 J3리그의 SC 사가미하라로 이적했다.